# بيتر هارولد كول
بيتر هارولد كول (بالإنجليزية: Peter Harold Cole)‏ هو مهندس أسترالي، ولد في 20 ديسمبر 1936.